# Musica di Red Dead Redemption
Questa pagina contiene le colonne sonore realizzate per il videogioco della Rockstar San Diego Red Dead Redemption e il relativo DLC Terrore dall'oltretomba. La maggior parte delle tracce contenute negli album sono state composte dai musicisti statunitensi Bill Elm e Woody Jackson, che sono stati affiancati nel loro lavoro da altri artisti come José González e la rock band Kreeps.

## Red Dead Redemption Original Soundtrack
Red Dead Redemption Original Soundtrack è la colonna sonora del videogioco prodotto dalla Rockstar Games Red Dead Redemption, pubblicata il 18 maggio 2010.
L'album è stato composto per la maggior parte dai musicisti statunitensi Bill Elm e Woody Jackson, affiancati da vari artisti.

### Tracce
Musica composta da Bill Elm e Woody Jackson, tranne dove specificato.
1. Born Unto Trouble - 3:12
2. The Shootist - 4:17
3. Dead End Alley - 2:06
4. Horseplay - 3:15
5. Luz y Sombra - 5:19
6. El Club De Los Cuerpos - 6:24
7. Estancia - 2:02
8. (Theme From) Red Dead Redemption - 5:38
9. Triggernometry - 5:24
10. Gunplay - 1:28
11. Redemption In Dub - 2:10
12. Muertos Rojos (aka The Gunslinger's Lament) - 5:51
13. The Outlaw's Return - 6:54
14. Exodus In America - 4:59
15. Already Dead - 1:31
16. Far Away - 4:40 (José González)
17. Compass (Red Dead On Arrival Version)- 2:59 (Jamie Lidell)
18. Deadman's Gun - 4:15 (Ashtar Command)
19. Bury Me Not On The Lone Prairie - 2:24 (William Elliott Whitmore)

## Red Dead Redemption: Undead Nightmare Original Soundtrack
Red Dead Redemption: Undead Nightmare Original Soundtrack è la colonna sonora per il DLC di Red Dead Redemption Undead Nightmare, pubblicata il 23 novembre 2010. L'album è stato composto dai musicisti statunitensi Bill Elm e Woody Jackson tranne per le ultime quattro tracce, realizzate dai gruppi musicali rock Kreeps e Misterio.

### Tracce
Musica composta da Bill Elm e Woody Jackson, tranne dove specificato.
1. Undead Nightmare - 1:07
2. Zombie Corpseplay - 2:53
3. Get Back In That Hole, Partner - 2:36
4. Army of the Undead - 2:23
5. Chupacabra - 3:19
6. Zombie Peyote - 1:41
7. Ojo Muerto - 1:49
8. Blunderbuss Blues - 1:58
9. Four Horses of the Apocalypse - 5:03
10. Blackwater, USA - 5:21
11. Undead Redemption - 1:42
12. Missing Souls - 1:32
13. A Man Ready for Anything - 1:57
14. Showdown in Escalera - 2:43
15. Bad Voodoo - 3:41 (Kreeps)
16. Dead Man Walking - 3:52 (Kreeps)
17. Dead Sled - 2:09 (Kreeps)
18. Stinkin' Zombies - 3:11 (Misterio)